# محسن کرمی‌نیا
مُحسن کَرمی‌نیا (زادهٔ ۴ فروردین ۱۳۶۴ در کرمانشاه – درگذشتهٔ ۲۵ آبان ۱۳۹۸ در کرمانشاه) یکی از کشته‌شدگان اعتراضات آبان ۱۳۹۸ ایران بود.

## زندگی
محسن کرمی‌نیا، ۴ فروردین سال ۱۳۶۴ در کرمانشاه متولد شد. او فارغ‌التحصیل مقطع دکترا در رشتهٔ تاریخ از دانشگاه شهید بهشتی تهران بود.

## کشته شدن
محسن کرمی‌نیا، روز شنبه ۲۵ آبان ۱۳۹۸ در جریان اعتراضات آبان ۱۳۹۸ ایران، در محلهٔ جعفرآباد کرمانشاه، بر اثر شلیک مستقیم گلولهٔ نیروهای امنیتی به قلبش کشته شد.

## حواشی
- خانواده کرمی‌نیا از سوی نیروهای امنیتی تهدید شدند که در خصوص کشته‌شدن فرزندشان اطلاع‌رسانی نکنند.[۸]
- نیروهای امنیتی از خانوادهٔ کرمی‌نیا خواستند که هیچ پیگیری نکنید و پرونده‌ای نیز تشکیل نشد.[۵]
- از طرف استانداری به خانواده پیغام دادند که می‌خواهد برای دلجویی بیایند که با ممانعت خانوادهٔ کرمی‌نیا روبرو شدند.[۵]